# Vildhest
Vildhesten (Equus ferus) er en art i hestefamilien, der inkluderer som underarter den moderne hest brugt som husdyr, såvel som tarpan og przewalski-hest. Tarpanen (Equus ferus ferus) levede i Europa og det vestlige Asien, men uddøde i begyndelsen af 1900-tallet. Przewalski-hesten lever i Centralasien. Den har været uddød som vildtlevende, men er nu genudsat fra fangenskab i Mongoliet.
Ordet vildhest bruges også som betegnelse for vildtlevende flokke af heste, der stammer fra forvildede tamheste, som mustanger i USA og brumbyer i Australien.